# Metroxylon sagu
La palma de sagú (Metroxylon sagu) es una especie de planta de la familia Arecaceae. En Filipinas se llama landán o yoro.

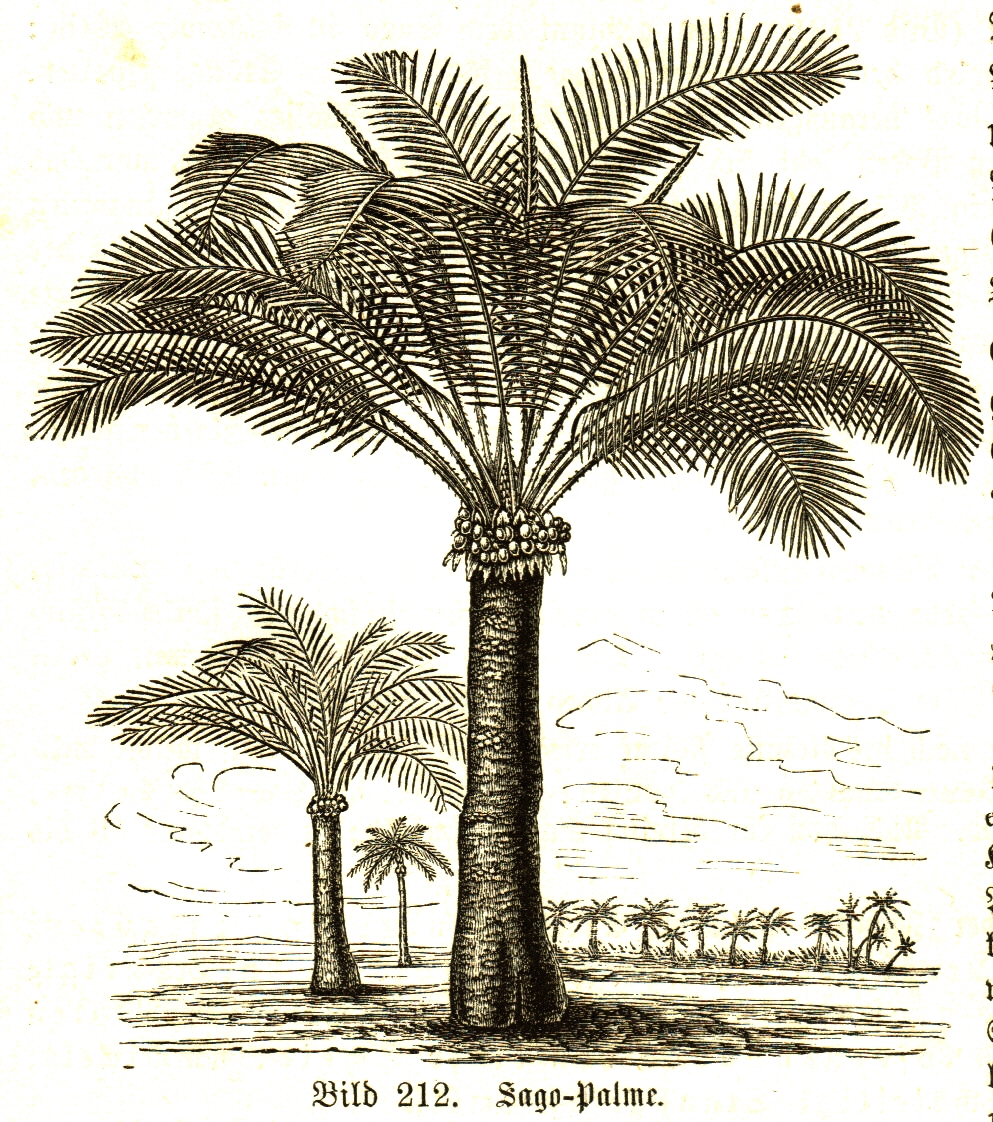
Ilustración

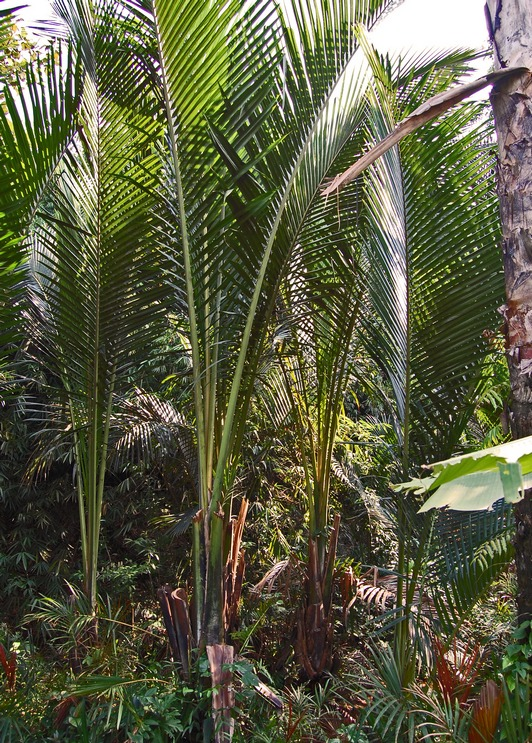
Vista de la planta

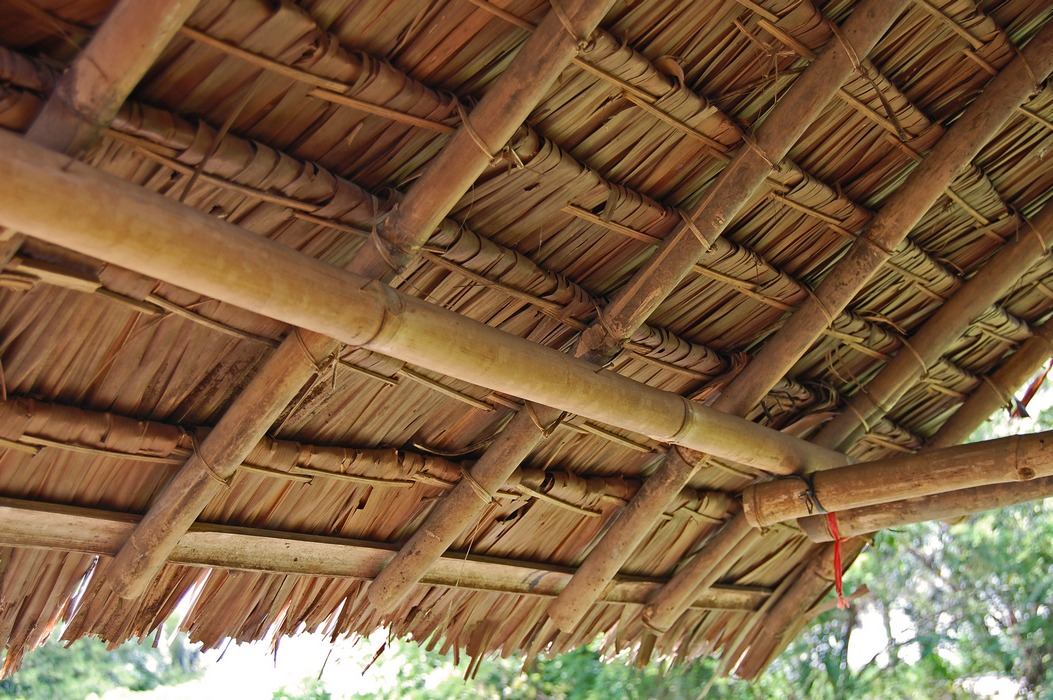
Techo de sagú. Bogor, Java Occidental, Indonesia

## Distribución y hábitat
Es nativa de Asia tropical del sudeste, Indonesia (oeste de Nueva Guinea, y las islas Molucas), Papúa Nueva Guinea, Malasia (tanto la Malasia peninsular y Sarawak) y posiblemente también las Filipinas, aunque puede haber sido introducida allí.

## Descripción
Es una palmera cespitosa (de múltiples tallos). Cada tallo crece 7 a 25 metros de altura antes de terminar en una inflorescencia terminal en posición vertical. Antes de la floración, un tallo genera cerca de 20 hojas pinnadas de hasta 10 m de longitud. Cada hoja tiene cerca de 150 a 180 folíolos de hasta 175 cm de largo. La inflorescencia es una continuación del tallo de 3 a 7,5 m, con 15 a 30 ramas de primer orden que se curvan hacia arriba en espiral. Cada rama de primer orden tiene 15 a 25 ramas rígidas de segundo orden dísticamente dispuestas y cada rama de segundo orden tiene 10 a 12 ramas rígidasde tercer orden. Pares de flores están dispuestas en espiral en las ramas de tercer orden, cada par formado por una flor macho y una flor hermafrodita. El fruto es una drupa de unos 5 cm de diámetro, cubierto de escamas que se vuelven de color verde brillante a color amarillento paja al madurar.

## Usos

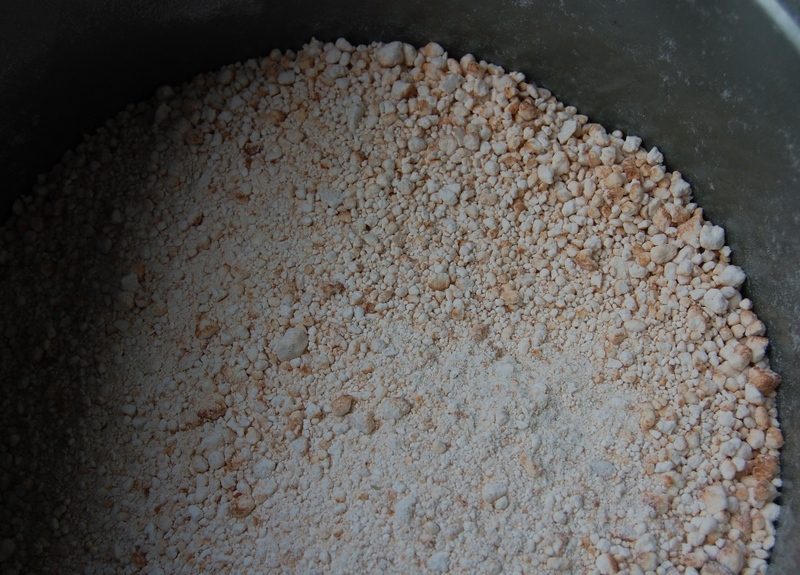
El almidón de la palma de sagú.

Esta palma es de importancia comercial como la fuente principal de sagú, un almidón obtenido a partir del tronco de lavado con agua de los granos de la médula pulverizada. Para cosechar el almidón, el tallo se tala poco antes o temprano durante la etapa de floración final, cuando el contenido de almidón es más alto. Este almidón se utiliza en la cocina para tortas, postres, pastas, panes y como espesante. En la región del río Sepik en Nueva Guinea tortitas hechas de sagú son un alimento de primera necesidad, que a menudo se sirve con pescado fresco. Investigaciones recientes indican que la palma sagú era una fuente importante de alimento para el antiguo pueblo de la costa de China, en el período previo al cultivo de arroz.
Las hojas y foliolos se utilizan para el techado y pueden permanecer intactos hasta cinco años. Los pecíolos secos (llamado gaba-gaba en Indonesia ) se utilizan para hacer paredes y techos, son muy ligeros y por lo tanto pueden utilizarse también en la construcción de balsas.

## Cultivo
La palma sagú se reproduce por la fructificación. Cada tallo termina su vida tras producir flores y frutos, pero cada palma como organismo individual vive a través de sus retoños, brotes que se están diversificando en forma continua desde una planta madre en o por debajo del nivel del suelo. La palma de sagú es propagada por el hombre principalmente por corte, recolección y replantación de los retoños jóvenes.

## Taxonomía
Metroxylon sagu fue descrita por Christen Friis Rottbøll y publicado en Nye Samling af det Kongelige Danske Videnskabers Selskabs Skrifter 2: 527. 1783.
Etimología
Metroxylon nombre genérico que se formó a partir de la combinación de dos palabras griegas, metra = "vientre", traducido comúnmente como "corazón" en este contexto y xylon = "madera".
sagu: epíteto
Sinonimia
- Metroxylon hermaphroditum Hassk.
- Metroxylon inerme (Roxb.) Mart.
- Metroxylon laeve (Giseke) Mart.
- Metroxylon longispinum (Giseke) Mart.
- Metroxylon micracanthum Mart.
- Metroxylon oxybracteatum Warb. ex K.Schum. & Lauterb.
- Metroxylon rumphii (Willd.) Mart.
- Metroxylon sago K.D.Koenig
- Metroxylon squarrosum Becc.
- Metroxylon sylvestre (Giseke) Mart.
- Sagus americana Poir.
- Sagus genuina Giseke
- Sagus inermis Roxb.
- Sagus koenigii Griff.
- Sagus laevis Jack
- Sagus longispina (Giseke) Blume
- Sagus micracantha (Mart.) Blume
- Sagus rumphii Willd.
- Sagus sagu (Rottb.) H.Karst.
- Sagus spinosa Roxb.
- Sagus sylvestris (Giseke) Blume[8][9]